# Stanisław Bębenek
Stanisław Bębenek (ur. 19 lipca 1920 w Wołowicach, zm. 2 lutego 2003 w Warszawie) – wydawca, prezes Polskiego Towarzystwa Wydawców Książek, członek Polskiej Zjednoczonej Partii Robotniczej.

## Życiorys
Urodzony 19 lipca 1920 w Wołowicach pod Krakowem. W latach 1936–1941 uczęszczał do Szkoły Rolniczej w Czernichowie, a następnie w latach 1942–44 na tajne komplety w sekcji biologii na Wydziale Nauk Przyrodniczych. Po wojnie w latach 1947–1950 studiował na Wydziale Nauk Społecznych w Akademii Nauk Politycznych. Przez całą karierę zawodową związany z rynkiem wydawniczym. Inicjator licznych akcji kulturalnych i wydawniczych, doprowadził między innymi do pełnego wydania dzieł Karola Darwina i Cypriana Kamila Norwida. W latach 1980–1988 był prezesem Polskiego Towarzystwa Wydawców Książek. 28 listopada 1988 wszedł w skład Honorowego Komitetu Obchodów 40-lecia Kongresu Zjednoczeniowego PPR – PPS – powstania PZPR.
Zmarł 2 lutego 2003 w Warszawie, jest pochowany na Cmentarzu Wojskowym na Powązkach (kwatera 23B-2-28).

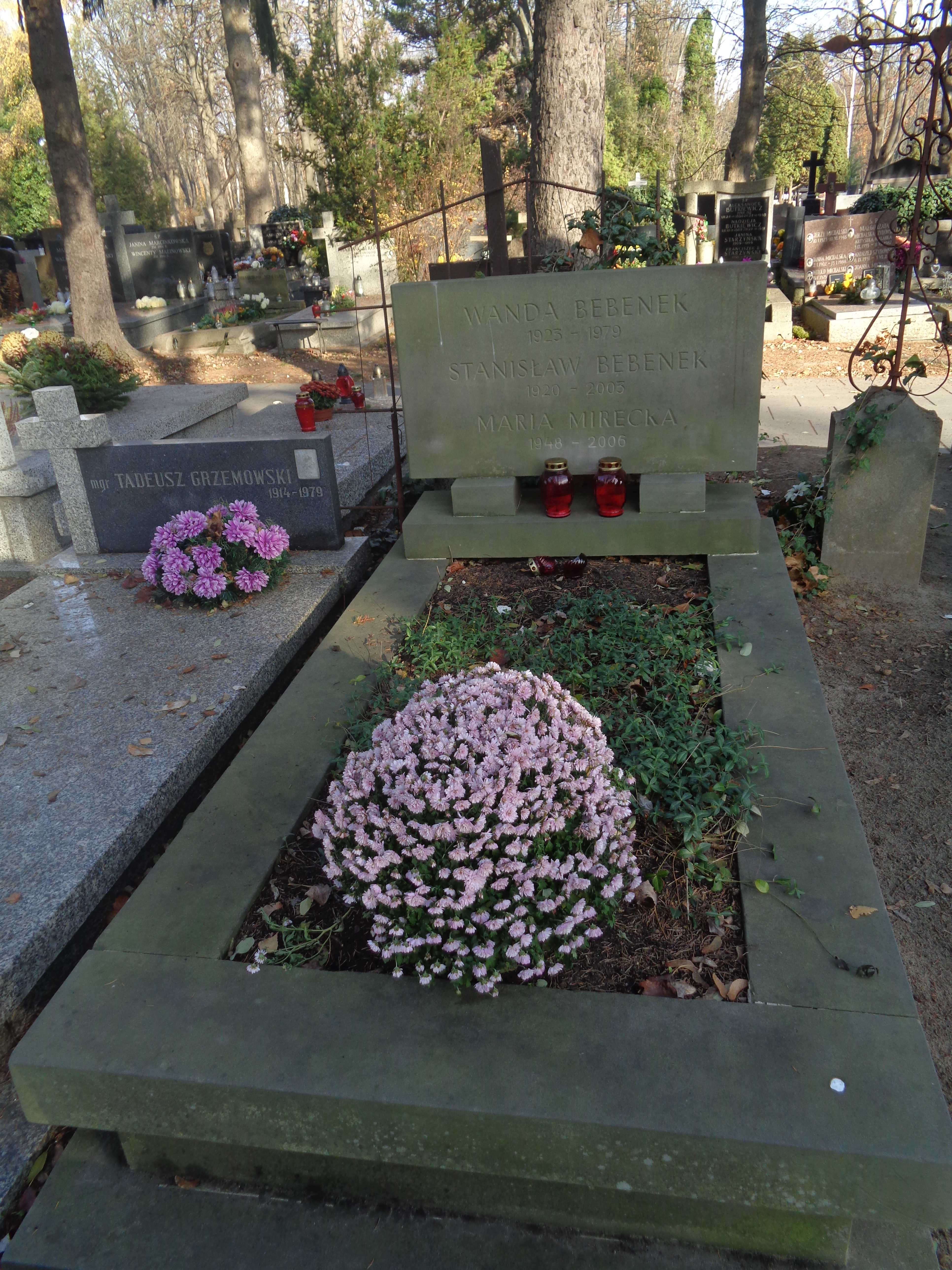
Grób Stanisława Bębenka na Cmentarzu Wojskowym na Powązkach

## Kariera zawodowa
- 1951–1953 kierownik redakcji ekonomicznej, a następnie zastępca redaktora naczelnego w Państwowym Wydawnictwie Rolniczym i Leśnym[3]
- 1953–1954 instruktor w dziale wydawniczym KC PZPR
- 1955–1956 sekretarz Komitetu Wojewódzkiego PZPR w Lublinie
- 1956–1958 kierownik sektora kultury w Wydziale Prasy i Wydawnictw KC PZPR
- 1958–1964 dyrektor i redaktor naczelny Państwowego Wydawnictwa Rolniczego i Leśnego[2]
- 1964–1967 dyrektor programowy telewizji w Komitecie ds. Radia i Telewizji[2]
- 1968–1971 dyrektor Państwowego Instytutu Wydawniczego[2]
- 1971–1973 dyrektor Departamentu Teatrów, Muzyki i Estrady w Ministerstwie Kultury i Sztuki[2]
- 1973–1974 doradca ds. kultury w gabinecie wicepremiera Józefa Tejchmy
- 1965–1982 członek kolegium redakcyjnego tygodnika
- 1975–1989 prezes i redaktor naczelny Spółdzielni Wydawniczej „Czytelnik”[2]
- 1980–1988 prezes Polskiego Towarzystwa Wydawców Książek
- 1988–1990 członek kolegium w Urzędzie Kontroli Prasy, Publikacji i Widowisk ds. mediacji w sporach między wydawcami i środowiskami twórczymi a cenzurą

## Odznaczenia
- Krzyż Komandorski Orderu Odrodzenia Polski[3] (1964)[5]
- Krzyż Oficerski Orderu Odrodzenia Polski[3]
- Order Sztandaru Pracy I i II klasy[3]
- Medal Komisji Edukacji Narodowej[3]
- Zasłużony dla Kultury Narodowej[3]
- Zasłużony Działacz Kultury[3]
- Złota Odznaka za Zasługi dla Warszawy[3]
- Honorowa Odznaka PTWK[3]